# 小平尾村
小平尾村（おびろうむら）は、かつて新潟県北魚沼郡にあった村。

## 沿革
- 1889年（明治22年）4月1日 - 町村制施行に伴い北魚沼郡小平尾村、道島新田が合併し、小平尾村が発足。
- 1901年（明治34年）11月1日 - 北魚沼郡下条村、中条村と合併し、広瀬村となり消滅。